# Кнобельсдорф, Александр Фридрих фон
Александр Фридрих фон Кнобельсдорф (нем. Alexander Friedrich von Knobelsdorff; 13 мая 1723, Кунов около Кроссена-на-Одере — 10 декабря 1799, Штендаль) — прусский генерал-фельдмаршал.

## Биография
Из дворянского рода фон Кнобельсдорф. Сын Иоганна Фридриха фон Кнобельсдорфа (1693—1760), главного лесничего Пруссии, и его жены Шарлотты Вильгельмины, урождённой фон Калькройт. Братья Александра Фридриха, Август Рудольф (1727—1794) и Курд Готтлоб (1735—1807), были генералами прусской службы.
В марте 1741 фон Кнобельсдорф поступил унтер-офицером на военную службу в 7-й драгунский полк. В составе полка он участвовал в войнах, сражениях и походах легендарной эпохи Фридриха Великого. В 1757 году, в битве при Гросс-Егерсдорфе, он, наконец, возглавил эскадрон. В апреле 1758 года фон Кнобельсдорф получил чин майора и переведён в другой полк, в составе которого участвовал во многих боях завершающего этапа Семилетней войны вплоть до 1762 года включительно.
Когда Семилетняя война закончилась, полк, где служил фон Кнобельсдорф, был расформирован, однако он продолжил военную службу. В 1771 году, в возрасте почти 50 лет, он наконец-то стал полковым командиром.
В ходе войны за Баварское наследство полковник фон Кнобельсдорф командовал бригадой и хорошо себя зарекомендовал. Во время мирной гарнизонной службы Кнобельсдорф строил школы для обучения грамоте солдатских детей.
Во время очередной войны в 1787 году Кнобельсдорф возглавлял дивизию в армии герцога Брауншвейгского. За заслуги в этой компании фон Кнобельсдорф получил орден Чёрного орла.
В начале войны Пруссии с революционной Францией в 1792 году, Кнобельсдорф сначала остался в Штендале, где был гарнизонным командиром, и не присоединился к корпусу герцога Брауншвейгского. Однако, когда положение дел на фронте ухудшилось, а герцог по болезни покинул армию, его место занял фон Кнобельсдорф. Летом 1793 года Кнобельсдорф со своим корпусом отличился в сражении под Валансьеном, после чего был повышен до генерала от инфантерии и удостоен особой похвалы короля Фридриха Вильгельма II. После этого король назначил его губернатором города Кюстрина.
В 1798 году заслуженный ветеран получил чин генерал-фельдмаршала. В 1799 году он ещё участвовал в военных манёврах в Потсдаме. Инсульт настиг его 10 декабря 1799 года в Штендале. Военачальник скончался там же, и был похоронен в церкви Святого Иакова в городе Витерсхайме.

## Личность и семья
Кнобельсдорф в течение многих лет был масоном, мастером масонской ложи Штендаля. Современники считали его разносторонне образованным человеком. Страстный охотник, Кнобельсдорф прекрасно знал окрестности Штендаля, и нередко проводил время, совершая охотничьи вылазки по местным пустошам. Многие прусские военачальники считали себя его учениками, в частности, Эрнст фон Рюхель, известной своей неудачной ролью в битве при Йене (1806).
Кнобельсдорф был женат на Доротее Шарлотте Ульрике фон Рамин (16 ноября 1748 — 17 октября 1822). Этот брак был бездетным.